# Hualongyan (köpinghuvudort i Kina, Hubei Sheng, lat 32,06, long 110,54)
Hualongyan (kinesiska: 化龙堰, 化龙堰镇) är en köpinghuvudort i Kina. Den ligger i provinsen Hubei, i den centrala delen av landet, omkring 390 kilometer nordväst om provinshuvudstaden Wuhan. Antalet invånare är 20 163. Befolkningen består av 9 907 kvinnor och 10 256 män. Barn under 15 år utgör 15,0 %, vuxna 15-64 år 72 %, och äldre över 65 år 12,0 %.
Runt Hualongyan är det ganska tätbefolkat, med 86 invånare per kvadratkilometer. Närmaste större samhälle är Jundian, 7,0 km öster om Hualongyan. I omgivningarna runt Hualongyan växer i huvudsak blandskog.
Genomsnittlig årsnederbörd är 1 045 millimeter. Den regnigaste månaden är augusti, med i genomsnitt 198 mm nederbörd, och den torraste är december, med 8 mm nederbörd.